# 直流整流子電動機

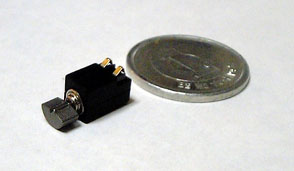
携帯電話のバイブレータ用小型モーター。軸に半月形の重りが取り付けてある。

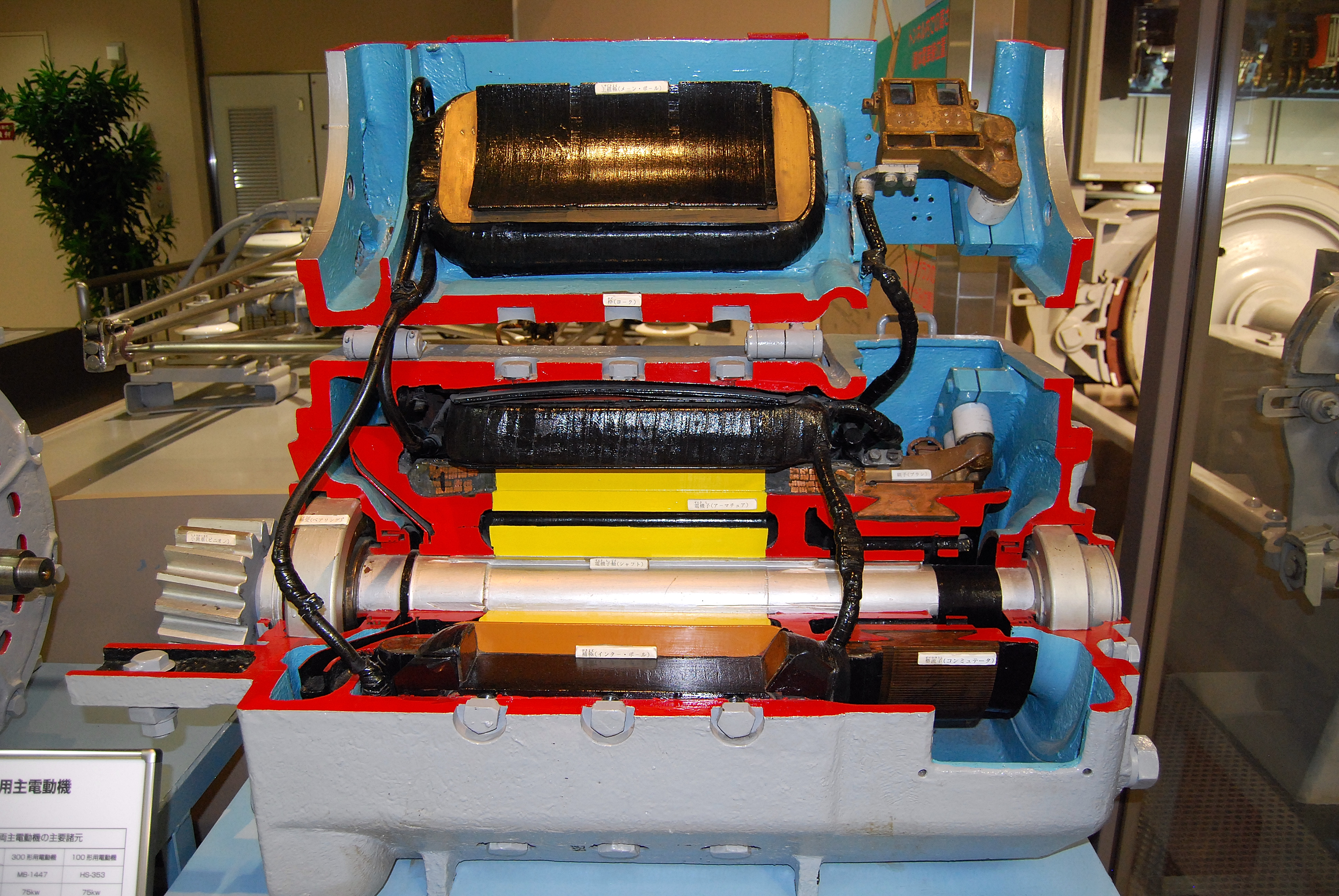
営団地下鉄（現東京メトロ）100形に使用されていた直流整流子電動機

直流整流子電動機（ちょくりゅうせいりゅうしでんどうき、英語：brushed DC electric motor）は、代表的な直流電動機である。直流を入力とする整流子電動機である。

## 直流整流子電動機の分類
- 永久磁石界磁形整流子電動機
  - 鉄心電動機：玩具などに使われる。
  - 無鉄心電動機（コアレスモータ）：携帯電話の振動モータなどに使われる。
- 電磁石界磁形整流子電動機
  - 直巻整流子電動機：電気鉄道に使われる。
  - 分巻整流子電動機：ディーゼル機関車やエレベータに使われる。
  - 複巻整流子電動機：私鉄によく使われる。